# Wiktor Głuszkow
Wiktor Michajłowicz Głuszkow (ros. Виктор Михайлович Глушков; ukr. Віктор Михайлович Глушков, Wiktor Mychajłowycz Hłuszkow; ur. 24 sierpnia 1923 w Rostowie nad Donem, zm. 30 stycznia 1982 w Moskwie) – radziecki matematyk narodowości ukraińskiej, Bohater Pracy Socjalistycznej (1969).

## Życiorys
W 1941 ukończył ze złotym medalem szkołę średnią w Szachtach i rozpoczął studia na Wydziale Fizycznym Moskiewskiego Uniwersytetu Państwowego, w latach 1943–1947 studiował w Nowoczerkaskim Instytucie Industrialnym, a 1947–1948 na Uniwersytecie Rostowskim. Następnie został wykładowcą Uralskiego Instytutu Leśno-Technicznego w Swierdłowsku, w 1950 ukończył aspiranturę na Uniwersytecie Swierdłowskim, w 1951 otrzymał tytuł docenta. Od 1956 zajmował się cybernetyką, techniką obliczeniową i matematyką stosowaną, od 1958 był członkiem korespondentem Akademii Nauk Ukraińskiej SRR (a od 1961 jej akademikiem), w 1962 został profesorem Instytutu Cybernetyki Akademii Nauk ZSRR, w 1964 członkiem Akademii Nauk ZSRR, a w 1977 członkiem PAN. Od 1966 wchodził w skład KC KPU. Był deputowanym do Rady Najwyższej ZSRR od 8. do 10. kadencji. Jest autorem ponad 500 publikacji, w tym 30 monografii – głównie prac dotyczących głównie problemów cybernetyki teoretycznej i stosowanej, teorii automatów cyfrowych i zastosowań techniki obliczeniowej. Został pochowany na Cmentarzu Bajkowa.

## Odznaczenia i nagrody
- Medal Sierp i Młot Bohatera Pracy Socjalistycznej (13 marca 1969)
- Order Lenina (trzykrotnie – 1967, 1969 i 1975)
- Order Rewolucji Październikowej (1973)
- Nagroda Leninowska (1964)
- Nagroda Państwowa ZSRR (1968)
- Nagroda Rady Ministrów ZSRR (1981)
- Nagroda Państwowa Ukraińskiej SRR (dwukrotnie – 1970 i 1981)
- Order Ludowej Republiki Bułgarii I klasy (1973)
- Order Sztandaru Pracy (NRD) (1976)

I medale ZSRR oraz nagrody akademickie.